# Papáztac
Papáztac (del náhuatl: papaztac ‘el enervado’‘papaztac, panchtli; pachtli, enervar’) en la mitología mexica es el dios de la espuma y uno de los diosecillos de la embriaguez, los 400 Centzon Totochtin, los cuatrocientos hijos de Patécatl y Mayáhuel, el cual es venerado bajo la forma de un conejo.